# Valentina Stenina
Valentina Sergeevna Miloslavova, coniugata Stenina (in russo Валентина Сергеевна Милославова-Стенина?; Babrujsk, 29 dicembre 1934), è un'ex pattinatrice di velocità su ghiaccio sovietica.

## Palmarès

### Olimpiadi invernali
- Argento a Squaw Valley 1960 nei 3000 metri.
- Argento a Innsbruck 1964 nei 3000 metri.

### Mondiali - Completi
- Oro a Östersund 1960.
- Oro a Tønsberg 1961.
- Oro a Trondheim 196.
- Argento a Sverdlovsk 1959.
- Argento a Oulu 1965.
- Bronzo a Karuizawa 1963.